# 兰斯 (蒂罗尔州)
兰斯（德語：Lans）是奥地利蒂罗尔州因斯布鲁克兰县的一个市镇。总面积6.03平方公里，总人口918人，人口密度152.2人/平方公里（2011年）。